# 애비 돈
애비 돈(영어: Abbey Dawn)은 에이브릴 라빈의 의류 브랜드이다.